# La Chapelle-Gauthier (Sekwana i Marna)
Chapelle-Gauthier – miejscowość i gmina we Francji, w regionie Île-de-France, w departamencie Sekwana i Marna.
Według danych na rok 1990 gminę zamieszkiwało 927 osób, a gęstość zaludnienia wynosiła 53 osób/km² (wśród 1287 gmin regionu Île-de-France Chapelle-Gauthier plasuje się na 647. miejscu pod względem liczby ludności, natomiast pod względem powierzchni na miejscu 111.).